# Gota china

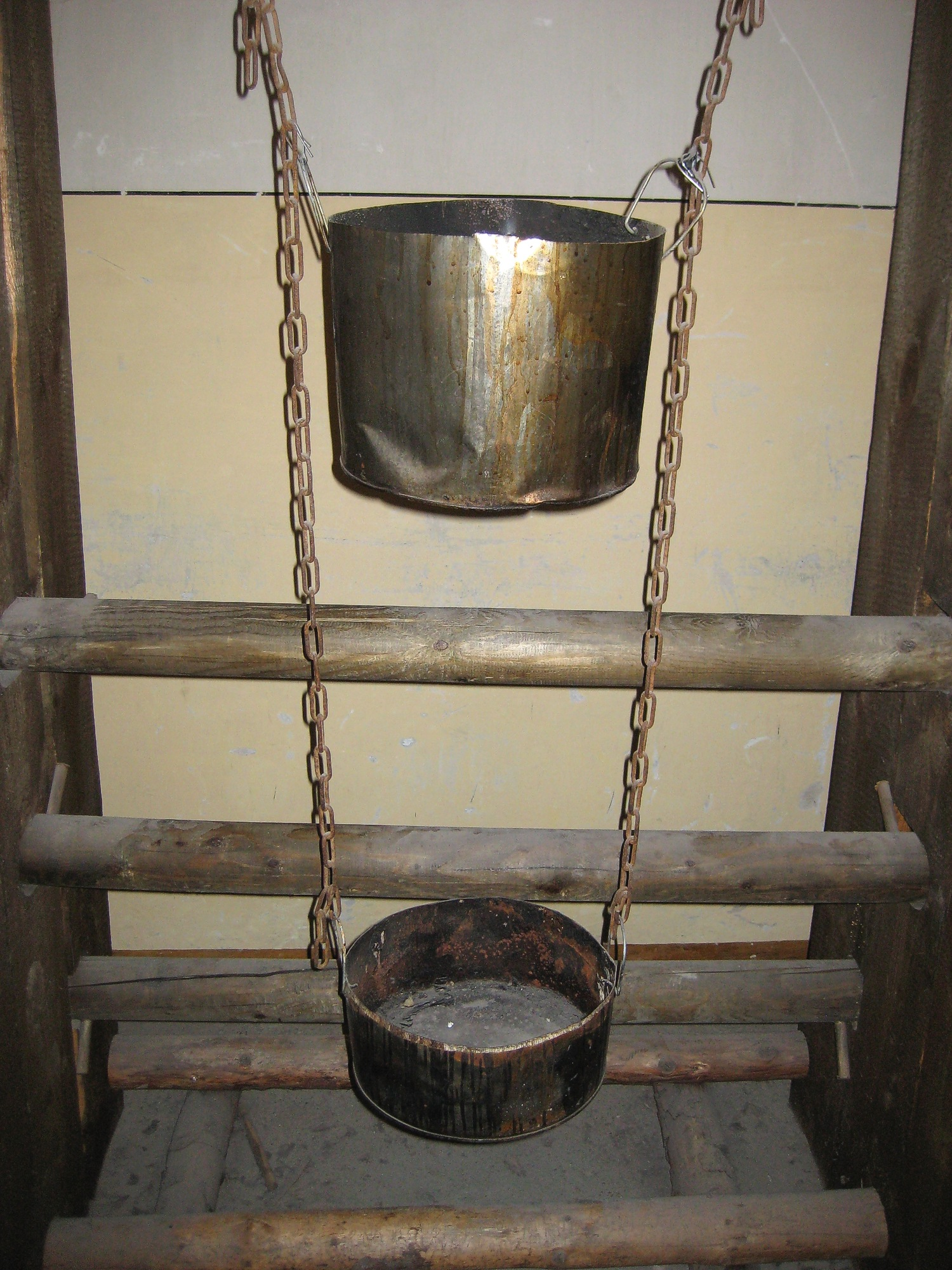
Una reproducción del sistema de tortura conocido como gota china en el Memorial Berlín Hohenschönhausen.

La llamada gota china, tortura de la gota de agua, martirio chino o tortura china es un método de tortura psicológica o tortura blanca. No debe ser confundida con la bota malaya, otro método de tortura que por su homofonía a veces se oye como "gota malaya".

## Descripción
Consistía en inmovilizar a un reo en decúbito supino —tumbado boca arriba—, de modo que le cayera sobre la frente una gota de agua fría cada cinco segundos. Después de algunas horas, el goteo continuo provocaba daño físico en su piel, similar al que sufren las yemas de los dedos después de un baño de inmersión.
Pero la verdadera tortura para la víctima era la locura que le provocaría el no poder dormir, debido a la constante interrupción de las gotas, ni tampoco poder beber esa agua cuando la sed atacara, con lo cual a los pocos días sobrevenía la muerte por paro cardíaco.
Es por ese motivo que también se conoce figurativamente y por extensión como "tortura china" a cualquier situación incómoda y desagradable cuando es reiterada o sostenida en el tiempo.